# Нетта-Перша
Нетта-Перша (пол. Netta Pierwsza) — село в Польщі, у гміні Августів Августівського повіту Підляського воєводства.
Населення — 344 особи (2011).
У 1975-1998 роках село належало до Сувальського воєводства.

## Демографія
Демографічна структура станом на 31 березня 2011 року:
|          | Загалом | Допрацездатний вік | Працездатний вік | Постпрацездатний вік |
| -------- | ------- | ------------------ | ---------------- | -------------------- |
| Чоловіки | 186     | 33                 | 126              | 27                   |
| Жінки    | 158     | 34                 | 88               | 36                   |
| Разом    | 344     | 67                 | 214              | 63                   |